# Česká televize
Česká televize (viết tắt: ČT) là tổ chức phát sóng công cộng quốc gia thuộc sở hữu của chính phủ Cộng hòa Séc. Thành lập vào ngày 1 tháng 1 năm 1992. Tổng giám đốc hiện tại là Jan Souček.

### Sách
- Köpplová, Barbara (2003). Dějiny českých médií v datech: Rozhlas – Televize – Mediální právo (bằng tiếng Séc). Prague. tr. 462. ISBN 80-246-0632-1.{{Chú thích sách}}:  Quản lý CS1: địa điểm thiếu nhà xuất bản (liên kết)